# Bocana
Bocana es un género de polillas de la familia Erebidae. Fue descrito por primera vez por Walker en 1859.

## Especies
- Bocana alpipalpalis  (Pagenstecher, 1884)
- Bocana linusalis  Walker, [1859]
- Bocana longicornis  Holloway, 2008
- Bocana manifestalis Walker, 1858
- Bocana marginata  (Sanguijuela, 1900)
- Bocana silenusalis  Walker, 1859
- Bocana umbrina  Tams, 1924